# Ząb
Ząb is een plaats in het Poolse district Tatrzański, woiwodschap Klein-Polen. De plaats maakt deel uit van de gemeente Poronin en telt 2300 inwoners.